# Santa Maria (Estremoz)
Santa Maria ist ein portugiesischer Ort und eine ehemalige Gemeinde (Freguesia) im Kreis (Concelho) von Estremoz mit 6321 Einwohnern (Stand 30. Juni 2011). Sie ist ein Ort und eine ehemalige Gemeinde und bildet zusammen mit Santo André das Stadtgebiet von Estremoz.
Viele der bedeutendsten Sehenswürdigkeiten der Stadt Estremoz liegen in der Gemeinde Santa Maria, darunter die Burg. Auch der als Ganzes unter Denkmalschutz stehende historische Stadtkern liegt hier.
Seit der Kommunalwahl 2009 in Portugal wird Santa Maria nicht von einer der großen Parteien regiert, sondern von der Bürgerliste MiETZ – Movimento independente por Estremoz (port. für: Unabhängige Bewegung für Estremoz).
Am 29. September 2013 wurden die Gemeinden Estremoz (Santa Maria) und Estremoz (Santo André) zur neuen Gemeinde União das Freguesias de Estremoz (Santa Maria e Santo André) zusammengeschlossen. Estremoz (Santa Maria) ist Sitz dieser neu gebildeten Gemeinde.